# Distoleon tappa
Distoleon tappa is een insect uit de familie van de mierenleeuwen (Myrmeleontidae), die tot de orde netvleugeligen (Neuroptera) behoort. 
Distoleon tappa is voor het eerst wetenschappelijk beschreven door Walker in 1853.